# TF-1
Die Südautobahn TF-1, auch TF 1 oder Autopista del Sur de Tenerife genannt, ist eine Autobahn auf der spanischen Insel Teneriffa. Sie verbindet auf einer Länge von 103 km die Hauptstadt Santa Cruz de Tenerife mit dem Südflughafen und der Gemeinde Santiago del Teide, wobei sie 13 der 31 Gemeinden Teneriffas berührt. Sie ist neben der Nordautobahn TF-5 eine der Hauptverkehrsstraßen auf der Insel.
Sie ist die längste Autobahn der Kanarischen Inseln, noch vor der Autopista del Sur de Gran Canaria.
Das letzte 18 km lange Teilstück der TF-1 bis Santiago del Teide wurde 2015 fertiggestellt. Falls die TF-5 jemals komplett fertiggestellt würde, entstünde zusammen mit der TF-1 ein großer Autobahnring um die ganze Insel.

## Geschichte
Die Autobahn wurde in den späten 1970er Jahren eröffnet, als der Tourismus zunahm. Anfangs war sie eine reine Stadtautobahn innerhalb der Hauptstadt, später wurde sie über Güímar bis Arona verlängert. Am Ende des vorigen Jahrtausends erfolgte der Anschluss des Flughafens und die Verbindung mit Adeje. Durch den Bau der TF-1 und des Flughafens Reina Sofia wurde die Entwicklung im Süden Teneriffas enorm vorangetrieben und die Entwicklung vieler Orte an der Südostküste, wie Abades, erst ermöglicht.

## Gemeinden
1. Santa Cruz de Tenerife Anschluss zur Autopista del Norte de Tenerife (TF-5)
2. Santa Maria del Mar (Santa Cruz de Tenerife) Anschluss zur Autovía Interconexión Norte-Sur (TF-2)
3. El Rosario
4. Candelaria
5. Arafo
6. Fasnia
7. Güímar
8. Arico
9. San Miguel de Abona
10. Arona
11. Adeje
12. Guía de Isora
13. Santiago del Teide